# Mauricio Zenteno
Mauricio Alejandro Zenteno Morales (Linares, Chile, 21 de abril de 1984) es un futbolista chileno que se desempeña como defensa. Actualmente se encuentra sin club.

## Biografía
Inició su formación en las divisiones inferiores del club Oscar Bonilla de Linares, en la Región del Maule. En 1999, cuando contaba con 13 años de edad, fue detectado por la Universidad Católica, llegando al club el año 2000 para ser parte del plantel Sub-16.
A pesar de su corta edad, debido a su gran capacidad como zaguero central fue incorporado al plantel Sub-23, en el que estuvo hasta el año 2003, siendo subido al primer equipo. Fue líbero del plantel cruzado que obtuvo el título nacional de clausura el año 2005. El año 2006 fue llamado a la Selección nacional de Chile donde ha jugado 11 partidos.
En el partido contra Cobresal correspondiente a la tercera fecha del campeonato scotiabank 14/15 anota su primer gol en su carrera profesional.

## Clubes
| Club                  | País  | Año       | PJ  | Goles |
| --------------------- | ----- | --------- | --- | ----- |
| Universidad Católica  | Chile | 2004-2008 | 180 | 0     |
| Huachipato (préstamo) | Chile | 2008-2010 | 27  | 0     |
| Deportes La Serena    | Chile | 2010-2011 | 46  | 0     |
| Deportes Iquique      | Chile | 2012-2021 | 297 | 1     |

## Palmarés

### Campeonatos nacionales
| Título           | Club                 | País  | Año     |
| ---------------- | -------------------- | ----- | ------- |
| Primera División | Universidad Católica | Chile | 2005-C  |
| Copa Chile       | Iquique              | Chile | 2013-14 |

- Datos: Q256163